# 塔特夫修道院
塔特夫修道院（羅馬化：Tat'evi vank'）是一座建於9世紀的亞美尼亞使徒教會修道院，位於亞美尼亞東南部休尼克州塔特夫村附近的一大片玄武岩高原上，修道院群矗立在沃羅坦河深谷的邊緣。
在14至15世紀，修道院設有亞美尼亞最重要的中世紀大學之一塔特夫大學，該大學為科學、宗教和哲學的進步、書籍的複製和細密畫的發展做出了貢獻。在亞美尼亞歷史上最動盪的時期之一，塔特夫大學的學者為保護亞美尼亞文化和信仰做出了貢獻。
纜車塔特夫之翼於2010年10月16日完工，連結塔特夫修道院與河谷對面的哈利佐爾，長5.7公里，是單段最長的可逆式空中纜車，並保持著最長不間斷的雙軌纜車紀錄。